# Strahltechnik
Die Strahltechnik ist ein Teilgebiet der Oberflächentechnik, bei der Strahlmittel mit hoher Geschwindigkeit (bis zu 160 m/s) auf die Werkstücke gelenkt werden. Als Energieträger stehen Druckluft, Druckflüssigkeiten, elektrostatische oder elektromagnetische Felder sowie Schleuderräder zur Verfügung. Das Strahlergebnis hängt neben verschiedener Maschinentypen und Einstellungsparameter im Wesentlichen von der Art des ausgewählten Strahlmittels ab.
Häufig wird beim Strahlen ein Materialabtrag durch Strahlspanen angestrebt. Bestimmte Strahlverfahren können jedoch auch zur Verfestigung oder Strukturierung der Oberfläche dienen oder flüssige bzw. viskose Verunreinigungen entfernen, ohne dass dabei festes Material abgelöst wird.

## Bearbeitungsziele der Strahltechnik
Der Strahlzweck oder das Strahlziel wird durch das Strahlsystem und durch die Stralmittelart definiert. Verschiedene Bearbeitungsziele können also aus unterschiedlichen Kombinationen aus Strahlsystem und Strahlmittelart, beim zu bearbeitenden Strahlgut erreicht werden. Die am häufigsten vertretenen Strahlzwecke sind:
- Abtragen zum leichtes Verrunden der Schneidkeile von Zerspanwerkzeugen
- Aufrauen zur Haftungsverbesserung beim Lackieren oder zur Herstellung von Formschlüssen
- Entgraten oder Verrunden von Schnittgrat
- Entschichten (Entlacken, Entfetten, Reinigen von Kokillen)
- Entzundern nach der Wärmebehandlung, Walzen oder Schmiden
- Glätten/Polieren zum entfernen von Bearbeitungsspuren
- Mattieren als Vorbereitung für metallische Überzüge z. B. Vernickelung
- Putzen zum entfernen von Rückständen und Formsand nach dem Gießen
- Umformen um Wölbungen in Kuppelteilen zu Fertigen

## Strahlmittel
Als Strahlmittel werden in Abhängigkeit von der Aufgabe verschiedenste Materialien eingesetzt. Kriterien dabei sind der Preis, Zweck (Rostentfernung, Graffitientfernung auf Wänden etc.), Material, Materialstärke und die geforderte Rautiefe. Je nach Strahlmittel können andere Anlagentypen benötigt werden.
Häufig verwendete Strahlmittel sind:
- Stahlkies, Stahlkugeln, Drahtkorn, Bronzekies
- Granatsand, Korund, Schmirgel, Hochofenschlacke, Kalziumkarbonat-Granulat (Kalk)
- Glasperlen, Glasbruch
- Keramikpartikel
- Trockeneis (siehe Trockeneisstrahlen)
- Kunststoffe, Nussschalen

Früher wurde oftmals Quarzsand verwendet. Dies ist heute nicht mehr zulässig, da das Einatmen von feinem Quarzsand zur Silikose führen kann.

## Verfahrensvarianten

### Niedrigdruckstrahlen
Druckluftstrahlen mit verringertem Luftdruck. Dieses Verfahren eignet sich zur schonenden Sanierung von Oberflächen unterschiedlichster Art mit allen handelsüblichen Granulaten – besonders für das Baugewerbe sowie für Steinmetze und Restauratoren.
Das Niedrigdruckstrahlen bietet beispielsweise folgende Einsatzmöglichkeiten:
- Strahlen bzw. Bearbeiten von Oberflächen, Fassaden und Denkmälern
- Betonsanierung und Korrosionsschutz
- Strahlen von Schriften, Grabsteingestaltung und -reinigung
- Restaurierung von Holz und Möbeln
- Brandschadensanierung
- Entfernung von Graffiti und Antifouling-Farben bei Schiffen und Booten
- Sweepstrahlen von empfindlichen Oberflächen (z. B. Feuerverzinkung) mit minimalem Materialabtrag sowie geringer mechanischer Belastung.

### Hochdruckwasserstrahlen
Bei Hochdruckwasserstrahlanlagen wird reines, klares Wasser bis 4.000 bar durch eine Düse auf das zu bearbeitende Werkstück gestrahlt. Dadurch ist es möglich weiche Materialien werkstückschonend zu entfernen. Für härtere Werkstoffe wie Stahl, (Panzer-)Glas oder Keramik wird dem Wasserstrahl ein Pulver aus hartem Material zugesetzt, beispielsweise Granatsand. Dieses Pulver wird als Abrasiv bezeichnet, da der Materialabtrag der Abrasion sehr ähnlich ist.
Das Strahlen mit Wasser hat folgende Vorteile:
- keine Staubentwicklung
- keine Deformation, da kein „Peening Effekt“ auftritt
- sehr geringer Materialabtrag am Grundwerkstoff und kein Verbrauch an Strahlmittel, falls ohne Abrasiv gearbeitet wird
- umweltfreundlich, das Prozesswasser kann im geschlossenen Kreislauf verwendet werden
- nachträgliches Reinigen der Werkstücke von Staub oder Strahlmittelresten, wie beim Sandstrahlen entfällt
- Korrosionsschutzmittel kann zugemischt werden.

Dieses Verfahren wird heutzutage in vielen Industriezweigen für die unterschiedlichsten Anwendungen eingesetzt. Wie beispielsweise:
- Entfernen von thermischen Beschichtungen (z. B. Plasmabeschichtungen)
- Schweißnähte von Schlackerückständen reinigen
- Gussteile von Sand oder Keramikrückständen reinigen
- Entlacken von unterschiedlichsten Werkstücken
- Schneiden von Blechen und Folien

### Shot-Peening / Verdichtungsstrahlen
Shot-Peening ist ein Verfahren, bei dem wie beim Oberflächenhämmern Druckeigenspannungen in der Oberfläche eines metallischen Werkstückes eingebracht werden, welche Belastbarkeit und Lebensdauer erhöhen.
Bei Belastung der behandelten Bauteile müssen, die in der Oberflächenschicht induzierten Druckspannungen (bis ca. 0,2 mm Tiefe) zuerst durch auftretende Zugspannungen aufgehoben werden, wodurch das Risiko von Ermüdungsanrissen während des Betriebs beträchtlich reduziert wird.
Bei Einhaltung der Strahlparameter wie Auftreffwinkel, Strahlzeit und Strahldruck (Druckluftstrahlen), Abwurfgeschwindigkeit des Strahlmittels, Typ des Strahlmittels und Flächenüberdeckungsgrad erhöht sich die Lebensdauer vieler Werkstücke wie Getriebeteile, Antriebs- und Kurbelwellen, Federn, Turbinenschaufeln und viele mehr. Die Überwachung des Strahlmitteldurchflusses erfolgt magnetisch oder durch Wiegeeinrichtungen je nachdem ob metallisches oder nicht metallisches Strahlmittel zum Einsatz kommt. Durch Strahlmittelwiederaufbereitung wird das Strahlmittel zur Wiederverwendung nach Form und Größe sortiert.

### Vakuum-Saugstrahlen
Im Gegensatz zu den herkömmlichen Strahlverfahren, wo die Partikel oder Strahlmittel mit Druckluft beschleunigt werden, benutzt man beim Saugstrahlen zur Beschleunigung des Strahlmittels Sauger. Das Verfahren findet somit ausschließlich im Unterdruck statt. Dadurch ist der Prozess gegenüber der Umgebung staub- und funkenfrei: abgetragene Partikel werden samt Strahlmittel direkt durch den Luftstrom abgesaugt und im Sauger gefiltert.
Es können alle Granulate als Strahlmittel eingesetzt werden, die auch beim herkömmlichen Druckstrahlen (Sandstrahlen) Verwendung finden.

## Anlagen für die Strahltechnik

### Muldenbandanlagen
Muldenband-Strahlanlagen sind für das chargenweise Bearbeiten trommelfähiger Werkstücke geeignet. Optimale Ergebnisse werden sowohl bei kleinsten, empfindlichen Kunststoffteilen als auch bei großen, massiven Werkstücken erzielt. Die Chargenanlage ist durch entsprechende Peripheriegeräte zu einer vollautomatischen Anlage ausbaubar.

### Durchlaufanlagen
Drahtgurt-Durchlaufanlagen
Drahtgurt-Durchlaufanlagen eignen sich hervorragend für das allseitige und umfassende strahltechnische Bearbeiten von flachen sowie auch volumigen und komplexen Werkstücken im kontinuierlichen Durchlaufverfahren. Durch mehrere um das Gehäuse angebrachten Schleuderräder (sowohl vertikal aber auch horizontal geneigt) können selbst sehr komplizierte Werkstücke, die Taschen oder Hinterschneidungen aufweisen, umfassend bearbeitet werden.
Schlaufenband-Durchlaufanlagen
Bei Schlaufenband-Durchlaufanlagen bewirken auf den Schlaufenbandstäben angeordnete Nocken einen kontinuierlichen, schneckenförmigen, zwangsgeführten Werkstücktransport durch den Strahlraum, wodurch sich eine solche Anlage besonders gut für das Strahlen von Schüttgut mit kleinen Abmessungen eignet.
Muldenband-Durchlaufanlagen
Muldenband-Durchlaufanlagen sind eine Variante der kontinuierlich arbeitenden Strahlanlagen mit vollautomatischer Werkstückbehandlung. Sowohl Schüttgut als auch Werkstücke mit komplizierteren Geometrien können in einer Anlage bearbeitet werden.
Rollengang-Durchlaufanlagen
Die Rollenbahnanlage ist entsprechend ihrer Konstruktion besonders gut für lange, flache Werkstücke geeignet. Dabei durchlaufen die Werkstücke (Bleche, Rohre oder Profile) nacheinander auf einer Rollenbahn Vorkammer, Strahlkammer und Nachkammer der Anlage. Die am Kabinengehäuse angebrachten Schleuderräder erlauben eine allseitige, umfassende und prozesssichere Bearbeitung der Werkstücke.

### Roboterstrahlen
Das Bearbeitungsspektrum dieser Schleuderradanlagen mit Einarmroboter reicht vom Entgraten über Oberflächenfinish bis zum Shotpeening schlagempfindlicher Werkstücke unterschiedlicher Dimensionen. Zur Auslegung gehört auch, die Größe, Leistung und die technischen Parameter des zum Einsatz kommenden Roboters zu definieren sowie das Transportsystem festzulegen.

### Trommelstrahlanlagen
Trommelstrahlanlagen eignen sich besonders für die wirtschaftliche und prozesssichere Bearbeitung von Werkstücken kleiner bis mittlerer Größe, die weder in einem Muldenband- oder einem anderen Banddurchlaufsystem noch in kleinen Körben gestrahlt werden sollten, weil sie entweder zu klein, zu flach oder zu leicht sind bzw. ihre Menge die Kapazität der Anlage übersteigt.

### Konservierungslinien
Komplette Konservierungsanlagen bestehen aus einem Fördersystemen, einem Vortrockner, der Rollenbahnstrahlanlage, dem Lackierautomaten sowie einem anschließenden Nachtrockner. Als Transportsysteme können je nach Anwendungsfall und örtlichen Gegebenheiten verschiedene Rollenbahnen, Wanderroste, Querfördersysteme o. ä. eingesetzt werden. Eine beheizte Vortrockeneinheit erlaubt auch die Bearbeitung von im Freien gelagertem Material. Die mit dem Lackierautomaten aufgebrachte Primerschicht wird durch den nachgeschalteten Trockner abgetrocknet, so dass die Werkstücke am Auslauf der Anlage sofort zur weiteren Bearbeitung abgenommen werden können. Hierbei kann die Abwärme des Vortrockners energiesparend benutzt werden.

### Hängebahnanlagen
Der Einsatz einer Hängebahn-Strahlanlage empfiehlt sich bei empfindlichen und nicht trommelfähigen, schweren oder großvolumigen Werkstücken. Sie werden zur Bearbeitung an Werkstückträger gehängt und in die Anlage gefahren.

### Drehtischanlagen
Auf dem sich drehenden Tisch werden die Werkstücke kontinuierlich durch den Strahlbereich geführt. Dadurch wird ein gleichmäßiges Strahlen gewährleistet.

### Rohrstrahlanlagen
Diese Strahlanlage erlaubt das strahltechnische Bearbeiten von Rohren oder auch Rundstählen im kontinuierlichen Durchlaufverfahren.

### Keramikstrahlanlagen
Verfahren zur Entschichtung von anhaftenden Materialresten und verschlissenen Engoben von Brennhilfsmitteln. Früher wurde dies häufig in mehreren Schritten (Nassschleifen, Waschen, Trocknen, Sandstrahlen) äußerst zeit- und kostenintensiv durchgeführt. Strahlanlagen reduzieren den Entschichtungsvorgang auf nur noch einen Arbeitsschritt. Eine Rissbildung beim Brennen durch eindiffundierte Nässe ist durch diese Trockenbearbeitung ausgeschlossen.

## Belege
1. ↑  Fritz, Schulze: Fertigungstechnik, 11. Auflage, S. 408–415.